# Стамбульский военный музей
Военный музей (тур. Askerî Müze) — музей в Стамбуле, рассказывающий о тюркской военной истории вплоть до современной Турции.

## История
Изначально музей был открыт в 1908 в Церкви Святой Ирины, в 1950 он был перемещен в здание на улице Джумхуриет (квартал Харбие) который находится неподалёку от Таксим в Стамбуле. Квартал Харбие известен тем что на его территории находится большое количество военной инфраструктуры и учреждений. В 1993 музей был перемещен вновь и находится в том же здание до сих пор в районе Нишанташы. Общая площадь музея составляет 54000 m², здание музея занимает площадь в 18600 m². Музей функционирует всю неделю кроме понедельника и вторника и открыт для посещения.

## Коллекция, экспозиция и окружение
Из общей коллекции из пятидесяти тысяч артефактов около девяти тысяч экспонатов от османской эпохи до Первой мировой войны сейчас представлены в 22 залах. В нём есть известные исторические реликвии, такие как цепь, которую византийцы перекинули через устье Золотого Рога в 1453 году во время осады Константинополя, чтобы не допустить проникновения султанского флота. Восточное крыло музея используется для временных выставок, встреч и других подобных мероприятий. На первом этаже в первой комнате выставлены луки и стрелы, за которыми следуют секции, содержащие кавалерийское оружие и другие регалии, изогнутые кинжалы и ланцеты, которые носили пехотинцы в XV веке, медные доспехи для лошадей XVII века и Османская империя. щиты, которые носят янычары, и разделы, посвященные Селиму I, Мехмету Завоевателю, завоеванию Стамбула, оружию раннего ислама, Ирану, Кауке. На первом уровне также есть единственная в своем роде коллекция шлемов и доспехов, а также как места, предназначенные для оружия и больших полевых палаток, использовавшихся султанами во время войн.
В частности, в музее хранятся доспехи ширваншахов Кей Кубада, Халил-уллы I, Фарруха Йасара I.

## Галерея

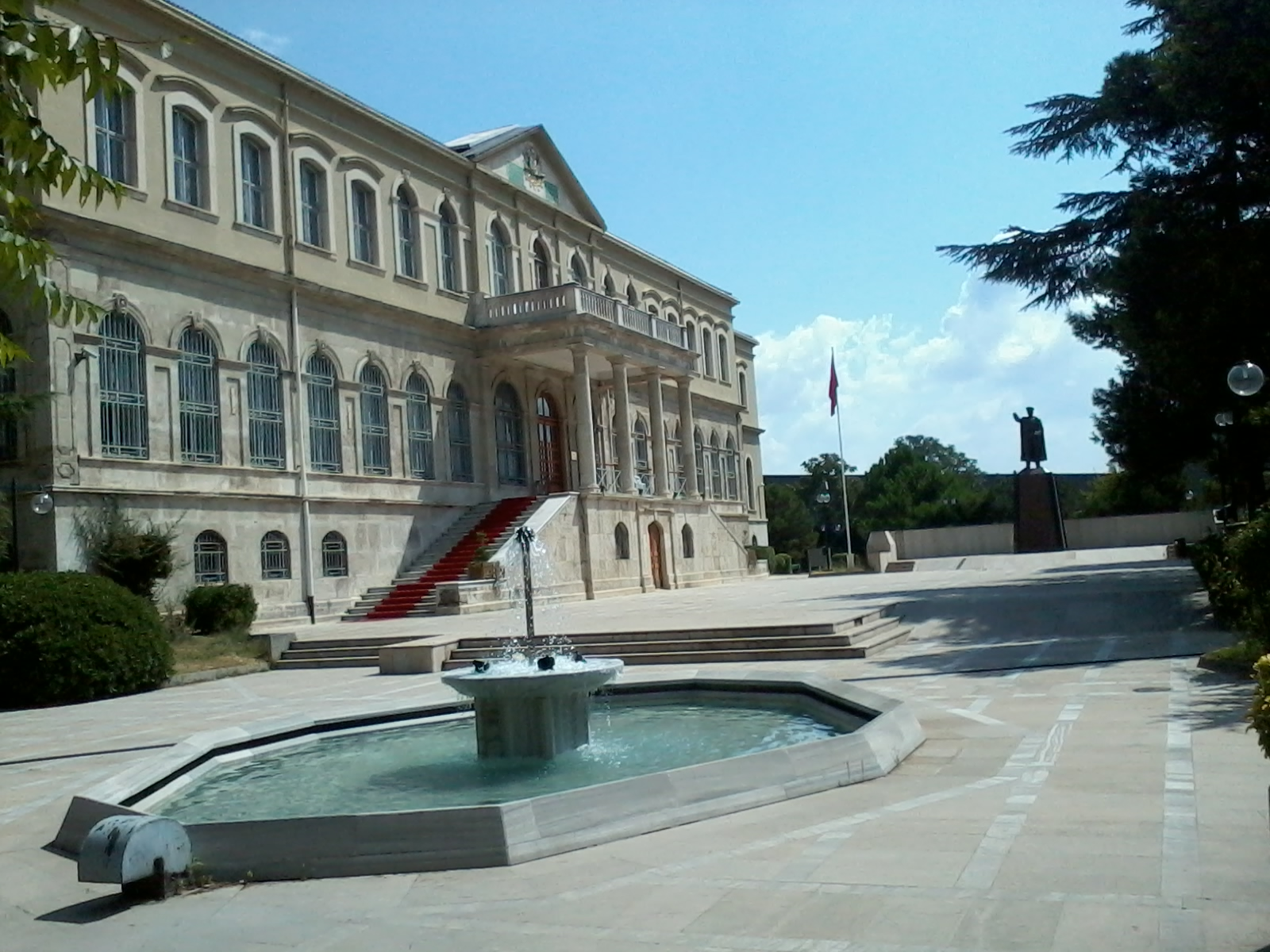
Главный вход в музей
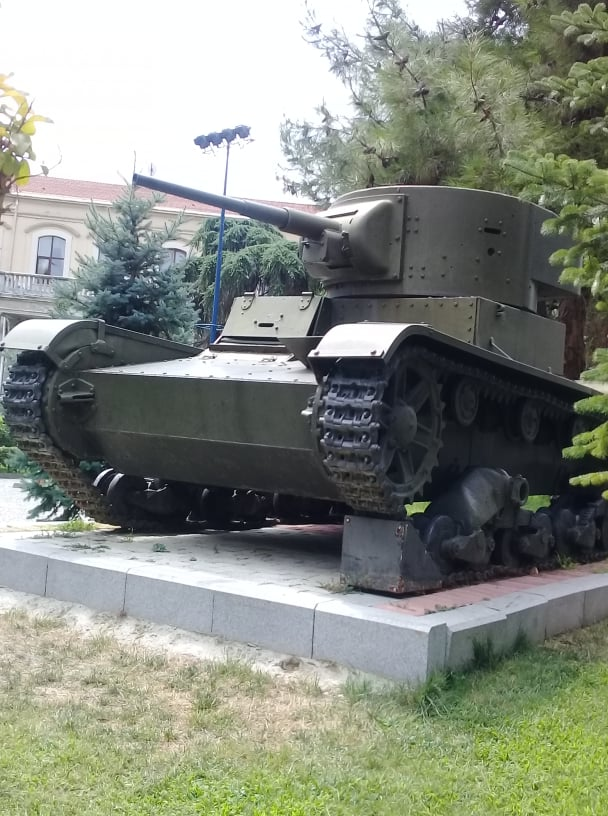
Экспозиция в сквере перед музеем: советский танк Т-26 из числа состоявших на вооружении турецкой армии в 1932-35
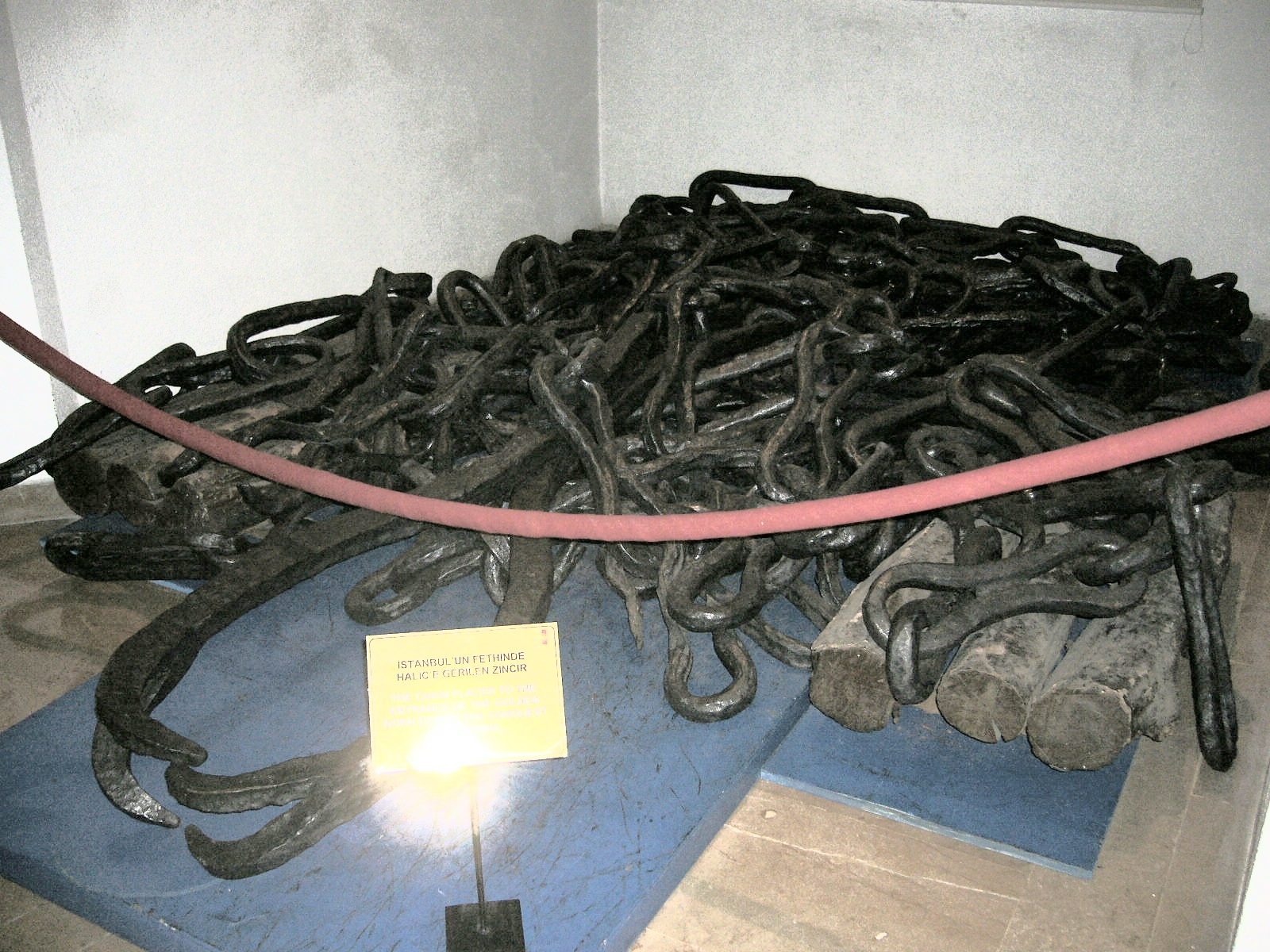
Экспонат: цепь, которой в византийские времена перегораживали вход в бухту Золотой рог
Панорама «взятие Константинополя султаном Мехмедом II»
Экспонат: автомобиль великого визиря Махмуда Шевкет-паши
Ансамбль янычарской музыки «Мехтер» выступает перед музеем